# Hymenophyllum latisorum
Hymenophyllum latisorum är en hinnbräkenväxtart som beskrevs av Michael Kessler och Alan Reid Smith. 
Hymenophyllum latisorum ingår i släktet Hymenophyllum och familjen Hymenophyllaceae. Inga underarter finns listade i Catalogue of Life.